# Korodi Jenő
Korodi Jenő (Ádámos, 1922. október 7. – 1999) erdélyi magyar festőművész.

## Életútja
Református mesterember családjából származott, felsőfokú képzőművészeti tanulmányokat a kolozsvári Ion Andreescu Képzőművészeti Főiskolán folytatott, diplomája megszerzése (1952) után Nagyváradon működött szabad foglalkozású festőművészként (1952–1983). Számos megyei és országos kiállításon szerepeltek művei, Nagyváradon öt egyéni kiállítása volt. Külföldön csoportos kiállításokon szerepelt Ausztria, Magyarország, Svédország kiállító termeiben.